# Hydrillodes kebea
Hydrillodes kebea är en fjärilsart som beskrevs av Bethune-Baker 1908. Hydrillodes kebea ingår i släktet Hydrillodes och familjen nattflyn. Inga underarter finns listade i Catalogue of Life.